# 2012年美国联邦预算
2012年美国联邦预算（英語：2012 United States federal budget）是2012财政年度（即2011年10月至2012年9月）美国联邦政府运作的经费，最初的开支请求由美国总统巴拉克·奥巴马于2011年2月向联邦国会提出。部分因為茶党运动的成功造势而在2010年国会选举中大胜的共和党控制联邦众议院后，也于2011年4月发布了一项名为繁荣之路的竞争方案。两份预算方案都将重点放在削减赤字上，但是对于税收、福利项目、国防支出和科研经费的更改幅度有所不同。
2011年8月，联邦国会通过了旨在应对美国债务上限危机的《2011年预算控制法案》，这一法案要求从2012财政年度开始对预算进行削减，因此政府提出的方案也大受影响。按照美国预算流程，2012财年的实际预算分别由2011年11和12月通过的3个拨款法案制定。此外，政府还通过立法削减了整个2012自然年的社会保障工资税。

## 历史

### 早期提案

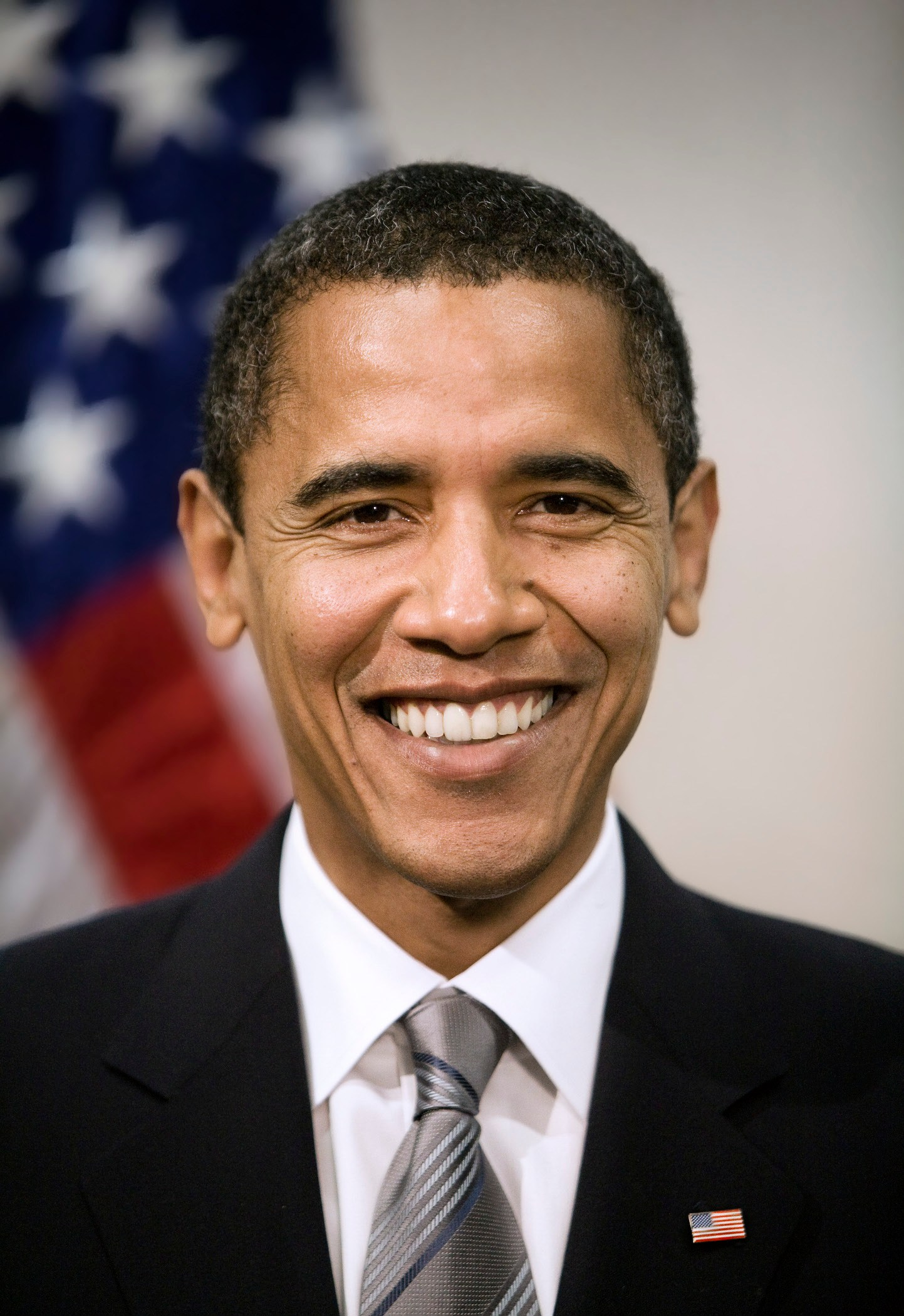
作为对共和党在2010年国会选举中大胜的回应，总统奥巴马提出的2012财年预算提案旨在将年度赤字降低到更具可持续性的水平，同时增强对特定领域的支持以促进经济的长期增长

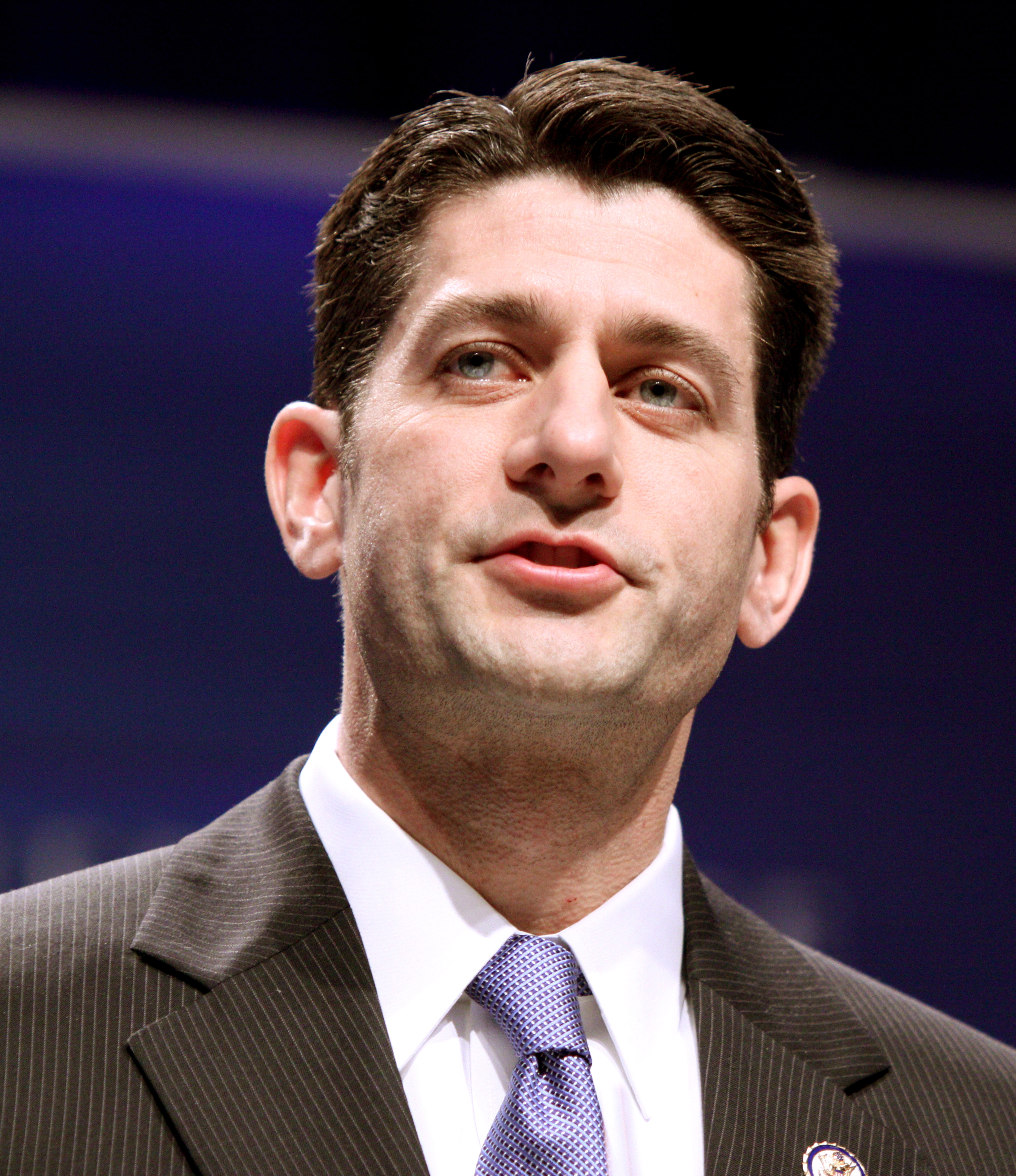
众议员保罗·莱恩在起草和推动众议院共和党2012财年提案“繁荣之路”的过程中发挥了突出作用。2012年大选的多位总统候选人称这一方案为“莱恩方案”

2010年2月，总统奥巴马成立了一个两党合作的国家财政责任和改革委员会来为将来削减预算赤字提供可行的建议。委员会于2010年11月10日给出报告，建议对国内和军事支出进行深层次削减，改革税收制度，降低整体利率并取消多项税收减免，缩减社会保障和医疗保险。这一方案没有得到委员会内绝对多数的投票支持因而需直接送交国会批准，两个党派对其中的部分内容均予以否决。
奥巴马政府于2011年2月14日提交了2012财年预算方案，旨在通过削减部分开支来将年度赤字降低到更具可持续性的水平，同时增强对教育和清洁能源等领域的支持来促进经济的长期增长。方案中没有包含对医疗保险、医疗补助及社会保障方面开支的具体缩减建议，而这几方面预期将大幅减少未来数年的赤字增幅。该方案还代表奥巴马政府的战略与往年相比出现了转变，为了对抗2007至2010年美国的经济衰退，联邦政府曾推出过需要大幅增加政府支出的奥巴马救市方案，而2012年的预算方案反而计划在未来10年中削减11000亿美元的财政赤字。不过共和党人仍然批评这一方案在减少未来赤字上做得还远远不够。
2011年4月5日，联邦众议院预算委员会主席，共和党议员保罗·莱恩宣布了一套名为“繁荣之路”的竞争方案。这一方案将在之后10年削减58000亿美元的开支，但也会在目前预期的税收方面减少42000亿收入。与奥巴马的方案相比，“繁荣之路”没有对国防开支作进一步缩减，但会对医疗保险、医疗补助及社会保障作出大幅变更，将这些项目的成本转嫁给个人。此外还会减少能源研究和其它研究开发的资金。民主党批评这一方案的削减计划太不均衡，虽能惠及弱势群体但却会扼杀创新，并且没有削减国防开支或是进行深层次的减税改革。2011年5月25日，众议院的方案在联邦参议院以57票对40票的投票结果被否决，不过同一天奥巴马的方案也一样被否决。
作为对2011年的预算方案和共和党方案的回应，奥巴马总统在2011年4月13日的一次重大政策演说中提出了另一套方案。这一方案将通过历时超过12年的大范围削减开支和增加税收政策来减少40000亿美元的赤字，其中包括前总统小布什对收入超过20万美元家庭的减税政策到期，并提高个人支付医疗保险和医疗支出金额的上限。奥巴马批评共和党的方案通过减税来让有钱的人更有钱，而对医疗保障的削减则带给了老年人更大的经济负担。共和党则批评奥巴马大幅削减国防开支但又缺少具体的细节。6月23日，在预算委员会的一次听证会上，国会预算办公室主任道格拉斯·艾门多夫 被问及其部门对总统之前的演说有什么建议，他对此回答道：“我们不评估演讲，我们需要的是更专一的东西”。共和党发起了一项法案动议，旨在替代奥巴马起初提出的预算方案，但这一动议于2011年5月25日被参议院以97票对0票否决，民主党议员认为原本的方案早已由奥巴马4月发表的演说所取代，因此不会对动议表示支持。

### 债务上限协议的影响

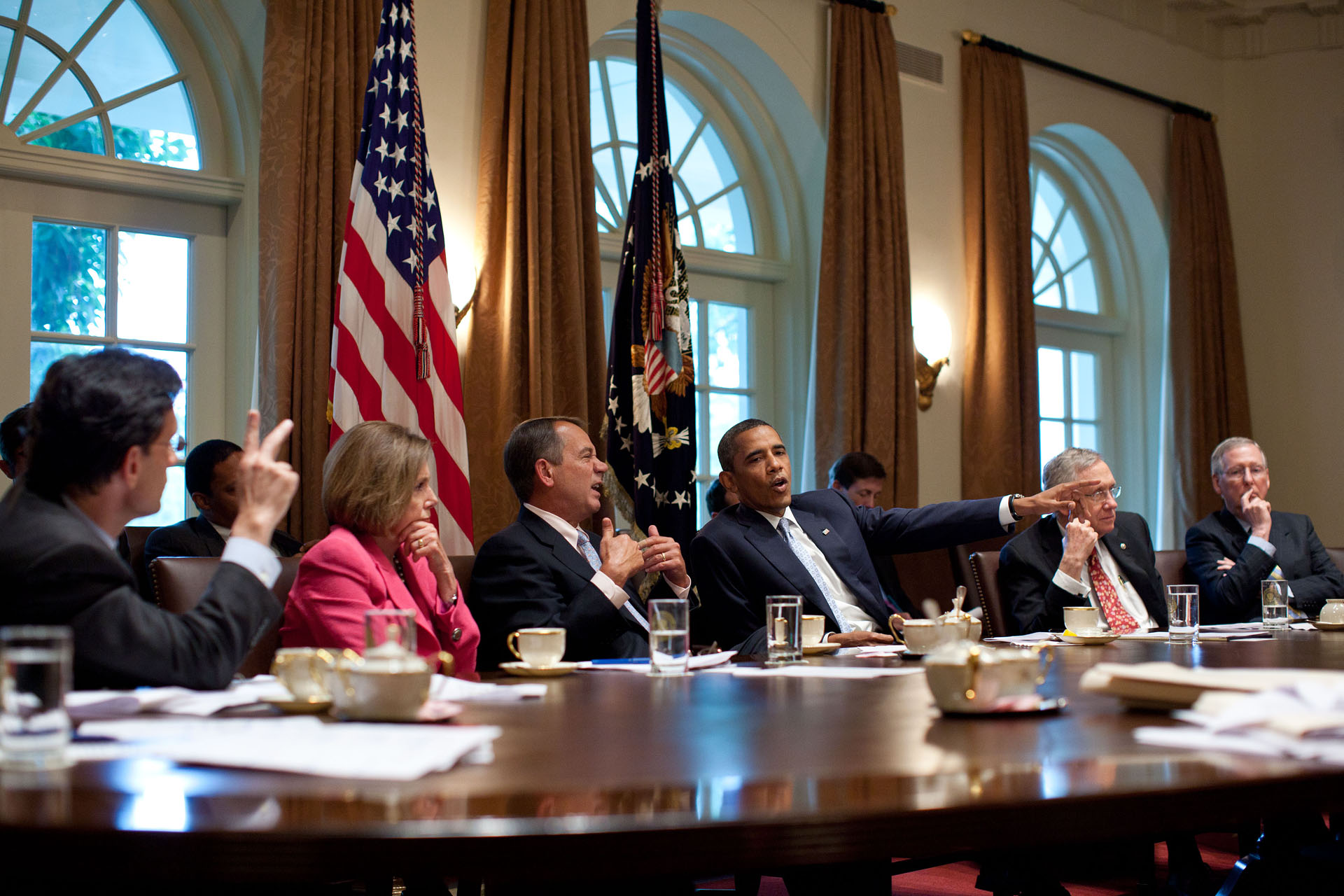
2011年7月13日，总统奥巴马与国会领袖埃里克·坎托、南茜·佩洛西、约翰·博纳、哈里·瑞德和米奇·麦康诺进行谈判，最终两方达成协议，国会同意通过《2011年预算控制法案》以解决了2011年的美国债务上限危机，作为回报，未来10年要对预算开支做大幅削减

为了避免联邦政府主权违约，国会通过《2011年预算控制法案》提高了联邦债务上限，作为回报，共和党议员要求从2012财年开始削减预算开支。2011年7月19日，共和党主导的众议院以234票赞成，190票反对通过了《削减、上限和平衡法案》，要求在不影响国防、医保和社保的情况下将2012年政府开支减少1110亿美元，这将把联邦政府开支从当时占国民生产总值的24%降低到20%。该法案不会立即提高债务上限，而是要求国会在提高上限前先通过一条宪法平衡预算修正案。7月22日，参议院以51票反对，46票赞成否决了众议院的法案。由两党各派三名参议员组成的跨党派小组提出了一套备用方案，提议增加新的收入项目，并大量削减包括医保和国防在内的多项开支来实现将来10年内减少37000亿美元财政赤字的目标。这一方案虽然受奥巴马政府看好，但未能获得足够的支持。
接下来，民主党主导的参议院和共和党控制的众议院分别开始准备一套方案。民主党的方案将立即把债务上限提高27000亿美元，足以支撑到2012年大选后，同时在之后10年间将减少9000亿美元的开支。共和党的方案则会在10年中减少8500亿美元开支，而债务上限的提高将分为两个阶段，第一阶段是立即提高10000亿美元，足够维持到2012年初，然后再由一个跨党派的委员会推荐第二阶段的预算削减，并且由国会通过后债务上限也会再提高16000亿美元。两个方案都没有包含增加收入或削减福利项目的内容。由于预备会议上有多位保守派议员拒绝予以支持，共和党方案的表决被数次推迟。在要求国会提高第二阶段债务上限前先通过平衡预算修正案的努力又一次失败后，该方案最终以218票赞成，210票反对在众议院获得通过，但仅两个小时后就在参议院以59票反对，41票赞成被否决。
2011年7月31日，总统奥巴马与两院领袖议员经过谈判后达成协议，将债务上限再最后一次提高24000亿美元，并在未来10年削减9170亿美元的开支，其中210亿美元削减将包含在2012财年预算中。这样，国会就有了两个方案可以选择，一个是由赤字缩减联合委员会建议的，结合开支缩减和收入增加将减少12000至15000亿美元赤字的方案；另一个则是从2013财年开始，自动削减国家安全（包括国防）和医保预算的方案，国会还需要对平衡预算修正案进行表决。8月1日，2011年预算控制法案在众议院以269票赞成，161票反对通过，有66位共和党议员和95位民主党议员投反对票。8月2日，法案在参议院以74票赞成，26票反对通过，同日总统奥巴马签署后法案正式生效。之前财政部也估计8月2日将是美国贸款主权信用耗尽之日。

### 最初的持续协议和有关联邦紧急事务管理署的争论

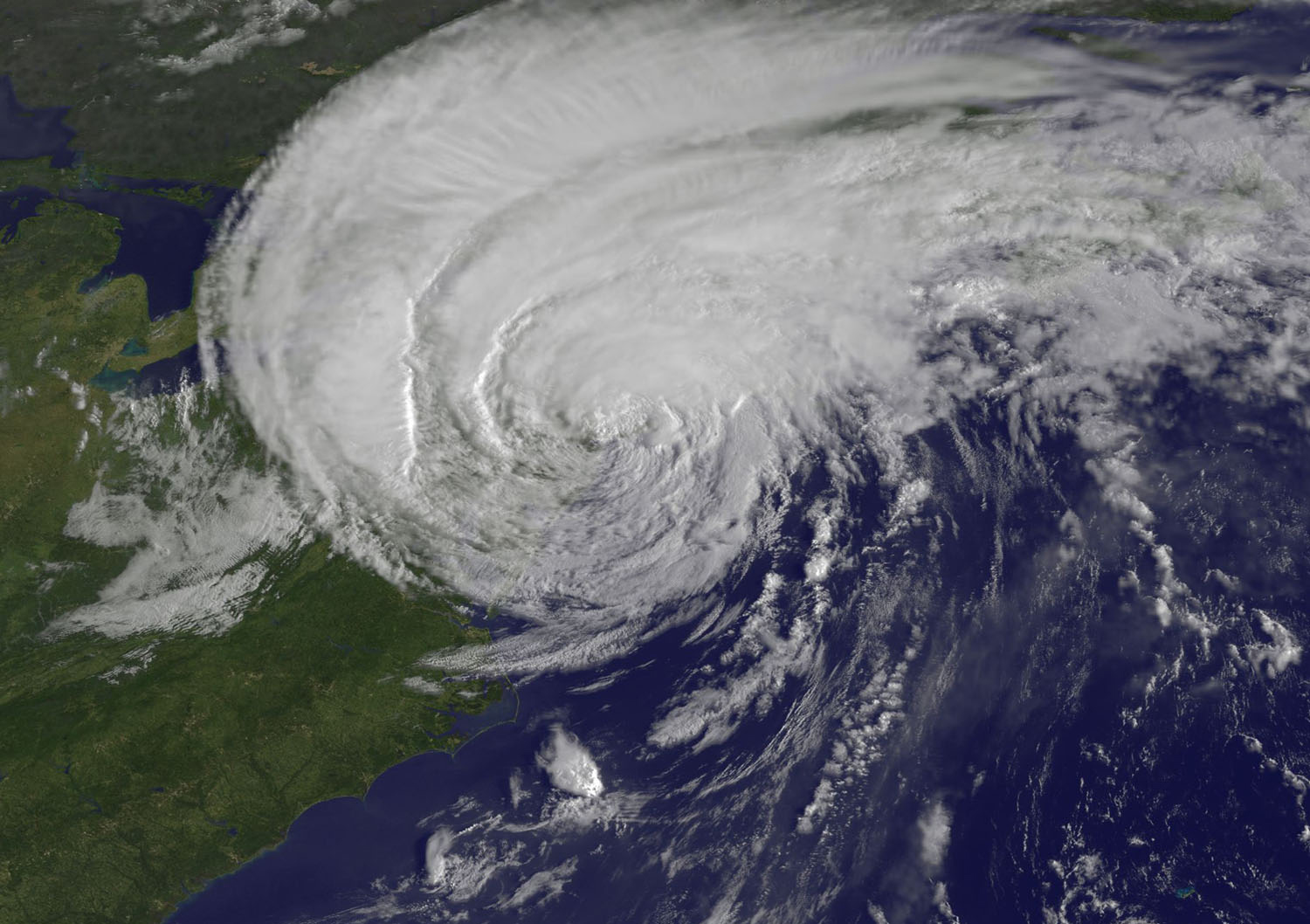
飓风艾琳所造成的破坏程度导致人们对联邦紧急事务管理署救灾基金会在2011财年结束前耗尽的担忧，由此掀起的辩论差点导致政府在2011年10月关门

由于预期联邦预算法案不会在2011年9月30日这一最后期限颁布，因此政府开始通过一个持续协议继续运作至2011年11月18日，其预算额度比2011年的水平要低1.503%。然而，2011年8月底，飓风艾琳对美国多地造成了严重的破坏，专门负责防灾减灾的联邦紧急事务管理署在飓风登陆前的灾难救济基金只余下7亿9200万美元，已经低于10亿美元的阈值，导致联邦紧急事务管理署只有在即时需求下才能动用基金。由于担心预算会在2011财年结束前耗尽，因此需要增加额外的资金。但是，由共和党主导的众议院和民主党主导的参议院对于增加额外资金的数额，以及这一资金是否应该从其它项目中削减来部分抵消这两个问题产生了争议。众议院提出的方案将削减节油汽车开发基金和对前不久宣布破产的Solyndra公司提供的贷款。这一方案被参议院于2011年9月23日否决，由此可能导致10月1日联邦政府因为得不到运作所需经费而不得不关门。
出人意料的是，联邦紧急事务管理署随后确定基金中剩余的1亿1400万美元将足以维持财年的最后一星期，基金事实上并不会提前耗尽。这也让参议院于9月26日通过了两项持续协议，一项将维持政府运作至2011年10月4日，以便众议院可以有足够的时间来考虑第二项将维持政府运作至2011月11月18日的持续协议。众议院于9月29日一致通过了参议院的第一项持续协议，从而成功避免了联邦政府关门。到了2011年10月4日，第二项持续协议也在众议院以352票赞成，66票反对获得通过。

### 预算法案通过
2011年11月18日，国会通过了第一套拨款法案。其中包括了农业部，商务/司法/科学部门以及运输部/住房及城市发展部的共计3个拨款法案，并且还附有支持其他部门至2011年12月16日的持续协议。2011年12月15日，其余的9个拨款法案也在众议院达成了协议。之前争议的一个焦点是奥巴马政府曾于2009年放宽了前往古巴旅游的限制，而共和党则在之前的草案中增加了新的限制，不过在这些限制在奥巴马政府的坚持下都没有进入最终通过的法案中。此外，这一系列法案中还包含有一项单独的《2012年灾害救助拨款法案》和一项用于平衡新增救灾基金的共同决议案，这一决议案将削减除国防和退伍军人事务部外其它所有开支的1.83%。众议院还通过了另外两项持续协议，一项将把最后期限延长一天以便参议院可以对全部法案进行表决，另一项则将延长至2011年12月23日。2011年12月23日，参议院批准了拨款法案，但否决了通过削减其它预算来提供救灾基金的共同决议案。
2011年12月17日，参议院通过了延长社会保障工资税削减时限的立法，不过这一次仅延长了两个月，而非之前所希望的一整年。立法还延长了失业救助时限来防止医保报销率的下降，而这些方面的花费则通过为房利美和房地美制定新的费用法案来补偿。民主党提出了一个对收入超过100万美元人群增加一项新的附加税来资助减税计划的方案，但这一方案在之后的协商中放弃了。共和党也曾试图在法案中增加一些语句来加快一个之前被奥巴马政府推迟的油砂管道运输系统审批，但之后也没有成功。法案一开始被众议院否决，因为其领导层坚持要将扩大社会保障工资税削减的立法延长一整年，然而实际上参议院已经将之押后了一年。不过有其他共和党议员批评这样的僵局将损害他们在2012年大选中的前景后，众议院领导层于2011年12月23日宣布他们会通过参议院的法案，作为回报，民主党也迅速展开延长一整年的谈判。当天，《2011年中产阶级税收减免和创造就业法案》在众议院通过，并在晚些时间由总统签署。
2012年2月17日，《2012年中产阶级税收减免和创造就业法案》在国会通过，众议院的投票结果为293票赞成，132票反对，参议院为60票赞成，36票反对，其中包含有将之前只有两个月的减税法案延长至一年的内容。法案中还进一步延长了失业救助和医保报销率的时限。减税造成的收益减少并没有导致开支的缩减，而是通过削减卫生保健和养老金来进行补偿。共和党为了避免在大选年反对一项减税法案而对之予以了支持。一些民主党议员则批评该法案只会在联邦雇员身上动脑筋，而不是修补税收上存在的漏洞以及增加富有人群的税率。

## 重大举措
最终颁布的预算法案中包含有下列规定：

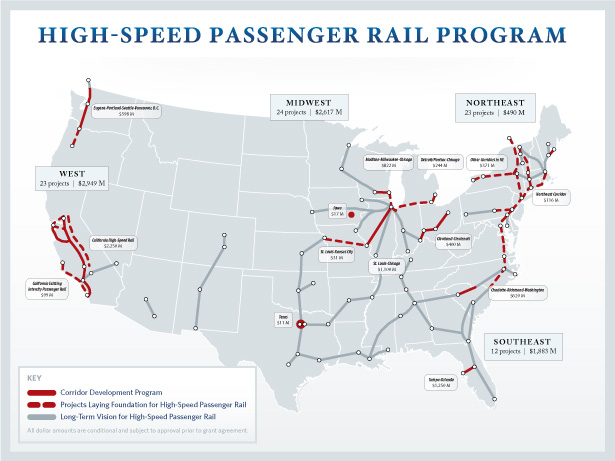
奥巴马救市方案本已包含美国城际和高速铁路建设这一长期投资的首笔款项，但2012财年预算中没有对其继续拨款

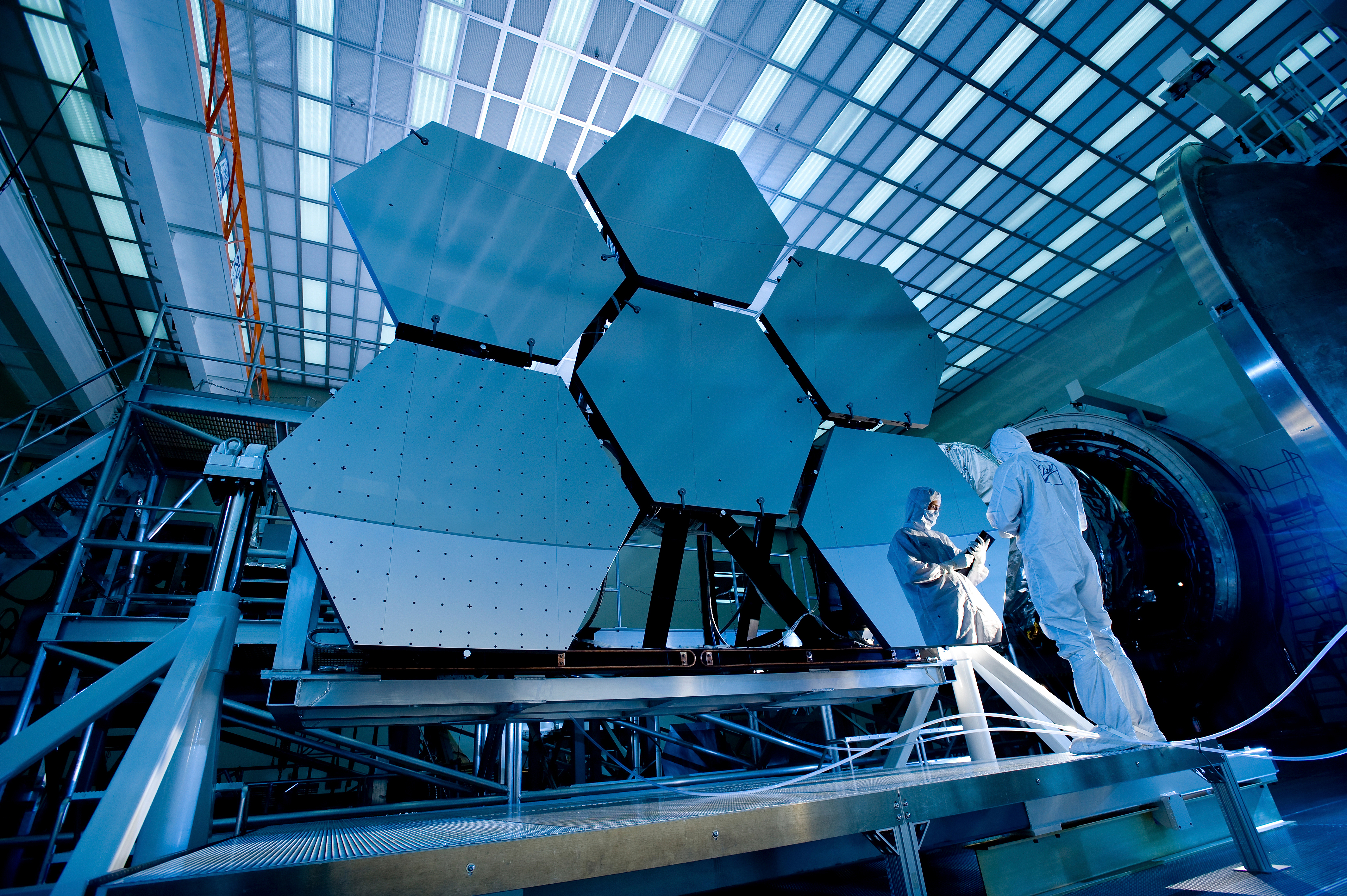
众议院提出的预算法案中取消了2012财年对国家航空航天管理局詹姆斯·韦伯太空望远镜的赞助，不过最终通过的法案还是恢复了这些赞助。照片拍摄于2010年7月，望远镜仍在建设中，它将取代哈勃太空望远镜

- 预算中没有包含任何长距离城际铁路或高速铁路的资金[28]。这一资金原本是2009年奥巴马救市方案的一部分，但2010年美国州长选举中当选的共和党州长随后都拒绝了其州内铁路项目的联邦资助，说明这一项目存在较大的争议。不过，众议院提出的26条短程线路资金恢复到了最终颁布的法案中[38]。
- 国家科学基金会的预算增加了2.5%至70.3亿美元[39]，国家卫生研究院的预算则从304亿美元小幅增至307亿美元[40]。不过科学和技术政策办公室的预算则削减了450万美元，幅度达32%，以作为对其不顾2011年预算法案禁令寻求与中国进行合作的惩罚[41]。而对于接替哈勃太空望远镜的詹姆斯·韦伯太空望远镜的资助则与联合极地卫星系统（英语：Joint Polar Satellite System）一样保持不变[38]。
- 《2007年能源独立和安全法案》中授权逐步淘汰白炽灯泡，但2012财年法案中禁止使用联邦资金来执行这一计划。但能源部需要获得超过100万美元的能源补贴来达到能源效率标准[40][42]。
- 国防部的常规资金从5130亿美元增加到5180亿美元，其中包括对军事人员1.6%的加薪；阿富汗和伊拉克战争的资金则从1580亿美元降低到1150亿美元[40]。
- 对“巅峰角逐”（Race to the Top）教育项目的资助从6.98亿美元减至5.5亿美元[40]，一个旨在创建教育高级研究计划署的提案没有获得通过。这是一个教育技术研究和发展机构，与国防部下属的一个成功研究机构国防高等研究计划署类似[43]。
- 奥巴马政府曾申请创立一个与美国国家气象局类似，隶属于美国国家海洋和大气管理局的气候服务机构，这一申请没有获得通过[28]。
- 不得将关塔那摩湾拘押中心的囚犯转移至美国境内，另对转移到其他国家的规定进行了修订[42]。
- 司法部不得继续巩固或保持对枪支进行的某些记录[28]，卫生官员也不得使用联邦资金来倡导枪击管制[40]。

## 总收入和支出
2012年奥巴马政府的预算请求包括26270亿美元的收入和37290亿美元的支出，其形成的赤字为11020亿美元；2011年4月共和党提出的方案则包括25330亿美元收入和35290亿美元支出，形成的赤字为9960亿美元。最终通过的预算包含24690亿美元收入和37960亿美元支出，赤字为13270亿美元。

### 总收益
| 项目                   | 请求        | 颁布        |
| ---------------------- | ----------- | ----------- |
| 个人所得税             | 11410亿美元 | 11650亿美元 |
| 企业所得税             | 3290亿美元  | 2370亿美元  |
| 社会保障和其它工资税   | 9250亿美元  | 8410亿美元  |
| 消费税                 | 1030亿美元  | 790亿美元   |
| 关税                   | 300亿美元   | 310亿美元   |
| 继承税和赠与税         | 140亿美元   | 110亿美元   |
| 存款收益和联邦储备系统 | 660亿美元   | 810亿美元   |
| 其它杂项收入           | 200亿美元   | 240亿美元   |
| 总计                   | 26270亿美元 | 24690亿美元 |

### 机构总支出
美国国防部的预算分为两个部分：基本预算和海外应急行动预算，后者包括伊拉克战争和阿富汗战争。
| 项目                                           | 请求酌情预算 | 批准酌情预算  | 请求必备预算 | 批准必备预算 |
| ---------------------------------------------- | ------------ | ------------- | ------------ | ------------ |
| 社会保障管理局                                 | 125亿美元    | 117亿美元     | 8046亿美元   | 8175亿美元   |
| 美国卫生及公共服务部（包括医疗保险和医疗补助） | 886亿美元    | 842亿美元     | 8042亿美元   | 7878亿美元   |
| 美国国防部（包括反恐战争）                     | 7016亿美元   | 6830亿美元    | 58亿美元     | 53亿美元     |
| 美国教育部                                     | 789亿美元    | 791亿美元     | －80亿美元   | 194亿美元    |
| 美国农业部                                     | 276亿美元    | 288亿美元     | 1164亿美元   | 1219亿美元   |
| 美国退伍军人事务部                             | 588亿美元    | 588亿美元     | 656亿美元    | 704亿美元    |
| 美国住房及城市发展部                           | 498亿美元    | 479亿美元     | －4亿美元    | 89亿美元     |
| 美国国务院及其它国际项目                       | 627亿美元    | 534亿美元     | －5000万美元 | 26亿美元     |
| 美国国土安全部                                 | 463亿美元    | 588亿美元     | 6亿美元      | 16亿美元     |
| 美国能源部                                     | 425亿美元    | 423亿美元     | 6亿美元      | －17亿美元   |
| 美国司法部                                     | 241亿美元    | 288亿美元     | 91亿美元     | 58亿美元     |
| 美国国家航空航天局                             | 182亿美元    | 177亿美元     | －1000万美元 | －2000万美元 |
| 美国运输部                                     | 270亿美元    | 256亿美元     | 626亿美元    | 586亿美元    |
| 美国财政部                                     | 146亿美元    | 135亿美元     | 1145亿美元   | 1487亿美元   |
| 美国内政部                                     | 131亿美元    | 124亿美元     | 8亿美元      | －11亿美元   |
| 美国劳工部                                     | 137亿美元    | 140亿美元     | 953亿美元    | 1131亿美元   |
| 美国商务部                                     | 113亿美元    | 109亿美元     | 19亿美元     | 5亿美元      |
| 美国陆军工程兵团民用工程                       | 79亿美元     | 93亿美元      | 1亿美元      | －6000万美元 |
| 美国国家环境保护局                             | 102亿美元    | 95亿美元      | －2亿美元    | －1亿美元    |
| 国家科学基金会                                 | 76亿美元     | 80亿美元      | 3亿美元      | 2亿美元      |
| 小企业局                                       | 12亿美元     | 14亿美元      | －700万美元  | 18亿美元     |
| 国家和社区服务公司                             | 11亿美元     | 8亿美元       | 3000万美元   | 700万美元    |
| 净利息                                         | 无           | 无            | 2亿美元      | 2亿美元      |
| 防灾成本                                       | 600万美元    | 小于500万美元 | 无           | 无           |
| 其它支出                                       | 207亿美元    | 193亿美元     | 575亿美元    | 880亿美元    |
| 总计                                           | 13610亿美元  | 13380亿美元   | 21400亿美元  | 22520亿美元  |

### 功能预算总支出
| 函数 | 名称                       | 请求数额       | 共和党提议数额 | 批准数额       |
| ---- | -------------------------- | -------------- | -------------- | -------------- |
| 050  | 国防                       | 7375.37亿美元  | 7120亿美元     | 7163亿美元     |
| 150  | 外交                       | 630.01亿美元   | 360亿美元      | 562.52亿美元   |
| 250  | 综合科学，空间和技术       | 322.84亿美元   | 300亿美元      | 309.91亿美元   |
| 270  | 能源                       | 234.11亿美元   | 160亿美元      | 232.7亿美元    |
| 300  | 自然资源与环境             | 427.03亿美元   | 370亿美元      | 428.29亿美元   |
| 350  | 农业                       | 189.29亿美元   | 200亿美元      | 191.73亿美元   |
| 370  | 商贸和住房信贸             | 116.9亿美元    | 170亿美元      | 796.24亿美元   |
| 400  | 交通运输                   | 1048.54亿美元  | 800亿美元      | 1025.52亿美元  |
| 450  | 社区和地区发展             | 257.01亿美元   | 240亿美元      | 316.85亿美元   |
| 500  | 教育，培训，就业和社会服务 | 1061.72亿美元  | 1000亿美元     | 1392.12亿美元  |
| 550  | 卫生                       | 3737.74亿美元  | 3470亿美元     | 3616.25亿美元  |
| 570  | 医疗保险                   | 4923.16亿美元  | 4820亿美元     | 4844.86亿美元  |
| 600  | 收入保障                   | 5543.32亿美元  | 5010亿美元     | 5795.78亿美元  |
| 650  | 社会保障                   | 7670.19亿美元  | 7660亿美元     | 7785.74亿美元  |
| 700  | 退伍军人福利和服务         | 1246.59亿美元  | 1270亿美元     | 1296.05亿美元  |
| 750  | 司法行政                   | 586.96亿美元   | 540亿美元      | 620.16亿美元   |
| 800  | 政府机构                   | 311.49亿美元   | 270亿美元      | 317.63亿美元   |
| 900  | 净利息                     | 2415.98亿美元  | 2560亿美元     | 2247.84亿美元  |
| 920  | 津贴                       | 65.66亿美元    | -30亿美元      | 1.25亿美元     |
| 950  | 坐支收入余额               | -996.35亿美元  | -1000亿美元    | -988.97亿美元  |
|      | 总计                       | 37286.86亿美元 | 35290亿美元    | 37955.47亿美元 |